# Jorge Marrale
Jorge Luis Marrale (Buenos Aires, 30 de junio de 1947) es un actor argentino de cine, teatro y televisión. Es reconocido por interpretar a villanos.

## Biografía
Nació en el barrio de Barracas pero al poco tiempo la familia se mudó a Lanús. Hijo de madre española y padre italiano le debe su pasión por el arte a un tío calabrés. Estudió en una escuela secundaria industrial y luego empezó a estudiar Ingeniería. Pero encontró su vocación cuando vio a Vittorio Gassman en El hombre de la flor en la boca.
Dejó la facultad y entró al Conservatorio de Arte Dramático, de donde egresó con uno de los mejores promedios, situación que le permitió formar parte de la Comedia Nacional en el Teatro Nacional Cervantes.
Enseguida, nacieron sus hijos mayores: Camila y Federico, fruto del primer matrimonio. Marrale se divorció. Tuvo un romance de varios años con la actriz María Socas, pero la pareja se truncó. Al fin, entabló relación con Fernanda Guerrero —asistente social, hija de la actriz Dorys del Valle y del director Pancho Guerrero—, la mamá de sus hijos más chicos: Franco y Luciano.
En los comienzos, para poder subsistir, Marrale trabajó en la ex Segba y 11 años en Gas del Estado. Hasta que entrados los años ochenta, coincidió con Boda blanca en teatro y Hombres en pugna en ATC. Renunció a la oficina, pero la continuidad actoral tardó en llegar. Y lo hizo con algunos programas unitarios y telenovelas. Los años noventa fueron de lo más destacable en su carrera.
En 2018 asumió la presidencia de SAGAI. Hacia 2024 actuó como vocero de sus colegas en los debates en comisión del Congreso donde se discutía la legislación del Teatro y la Cultura.

## Televisión
| Año       | Título                                      | Personaje                          | Canal             |
| --------- | ------------------------------------------- | ---------------------------------- | ----------------- |
| 1978      | Nuestro encuentro                           |                                    | Canal 9           |
| 1979      | Novia de vacaciones                         | Santos                             | Canal 13          |
| 1980-1981 | Hilda                                       | Alberto Jaureguiberry              | ATC               |
| 1981      | Romeo y Julieta                             | Paris                              | ATC               |
| 1981      | Tengo calle                                 | Arturo                             | Canal 9           |
| 1981      | Los miserables                              | Enjorlas                           | Canal 9           |
| 1981      | Barracas Al Sur                             | Jaime                              | Canal 9           |
| 1982      | Después del final                           | Pablo                              | ATC               |
| 1982      | Los cien días de Ana                        | Ariel De la Fuente                 | ATC               |
| 1982      | Alfonsina                                   | Pablo                              | ATC               |
| 1983      | Compromiso                                  |                                    | Canal 13          |
| 1983      | Pero estoy vivo                             | Rodrigo                            | ATC               |
| 1984      | Paquita Bernárdez                           |                                    | Canal 11          |
| 1984      | El dominó amarillo                          |                                    | ATC               |
| 1984-1985 | La señora Ordóñez                           | Germán Salas                       | ATC               |
| 1985      | Extraños y amantes                          | Enrique                            | ATC               |
| 1986      | Muchacho de luna                            |                                    | ATC               |
| 1986      | Éramos tan jóvenes                          |                                    | Canal 13          |
| 1986      | Soñar sin límites                           |                                    | ATC               |
| 1986      | Seis personajes en busca de autor           |                                    | ATC               |
| 1986      | La ronda                                    |                                    | ATC               |
| 1987      | Ficciones                                   | Varios Cap.                        | ATC               |
| 1988      | Contracara                                  | Javier Alvarado                    | ATC               |
| 1989      | Dicepolin                                   |                                    | ATC               |
| 1989      | Pasión                                      |                                    | TF1               |
| 1990      | Atreverse                                   | Ep: "Ganas de gritar"- (Alfredo)   | Telefe            |
| 1990      | Alta comedia                                |                                    | Canal 9 Libertad  |
| 1991-1992 | Cosecharás tu siembra                       | Venanzo Scotti di Velletra         | Canal 9 Libertad  |
| 1992      | Cuentos de Borges                           |                                    | ATC               |
| 1992      | Amores                                      |                                    | Telefe            |
| 1993      | Casi todo, casi nada                        | Alfonso                            | Canal 13          |
| 1993      | Alta comedia                                | Alfonso                            | Canal 9 Libertad  |
| 1993      | ¿Dónde queda el paraíso?                    |                                    |                   |
| 1994      | Tierra de pasiones                          |                                    | Canal 9 Libertad  |
| 1994      | Leandro Leiva                               |                                    | Canal 9 Libertad  |
| 1994-1996 | Alta comedia                                | Varios                             | Canal 9 Libertad  |
| 1994      | Nueve lunas                                 |                                    | Canal 13          |
| 1995      | Poliladron                                  | José "Príncipe" Donoso             | Canal 13          |
| 1995      | La hermana mayor                            |                                    | Canal 9 Libertad  |
| 1995      | Cybersix                                    |                                    | Telefe            |
| 1996      | Los especiales de Doria                     | Ep: "Historia de un amor turbio"   | Telefe            |
| 1996      | Los especiales de Doria                     | Ep: "La salud de los enfermos"     | Telefe            |
| 1996      | Homenaje al Teatro Nacional Contemporáneo   | Ep: "Los días de Julián Bisbal"    | Canal 9 Libertad  |
| 1997      | El garante                                  | Satán                              | Canal 9 Libertad  |
| 1998      | Fiscales                                    | Dante Salaberry                    | Telefe            |
| 1999      | La Argentina de Tato                        | Boris Yeltsin                      | Canal 13          |
| 1999-2000 | Vulnerables                                 | Guillermo Segura                   | Canal 13          |
| 2001      | Los médicos de hoy 2                        | Ignacio Morel                      | Canal Trece       |
| 2002      | El día que                                  | Conductor                          | Azul Televisión   |
| 2002      | Tiempo final                                | Ep: "Cruce de ruta"                | Telefe            |
| 2002-2003 | Máximo corazón                              | Arturo López Paz                   | Telefe            |
| 2004      | Jesús, el heredero                          | Joaquín Sánchez Alé                | Canal Trece       |
| 2004      | Epitafios                                   | Costas                             | HBO               |
| 2005      | Doble Vida                                  | Leonardo Saravia                   | América TV        |
| 2006      | Algo habrán hecho por la historia argentina | Leandro N. Alem                    | Telefe            |
| 2007      | Los cuentos de Fontanarrosa                 |                                    | Canal 7           |
| 2008      | Vidas Robadas                               | Ástor Monserrat                    | Telefe            |
| 2009      | Acompañantes                                | Norberto Origoli                   | Telefe            |
| 2013      | Historias de diván                          | Manuel Levín                       | Telefe            |
| 2013      | Historias de corazón                        | Marcos (Ep: "El gran ilusionista") | Telefe            |
| 2013-2014 | Taxxi, amores cruzados                      | César Moretti / Aaron Mattsson     | Telefe            |
| 2015      | Conflictos modernos                         | Mario Gutiérrez                    | Canal 9           |
| 2015      | Variaciones Walsh                           | Mayer                              | TV Pública        |
| 2016      | Estocolmo                                   | Alfredo Santa Cruz                 | Netflix           |
| 2018      | Rizhoma Hotel                               | Raúl                               | Telefe            |
| 2020      | Submersos                                   | Delegado Darío Villar              | Paramount Network |
| 2020      | Post mortem                                 | Jefe del Fiscal                    | Cablevisión Flow  |
| 2022      | María Marta, el crimen del country          | Carlos Carrascosa                  | HBO Max           |
| 2022      | Dos 20                                      | Carmelo                            | TV Pública        |

## Teatro
| Título                        | Autor                                          | Director                        |
| ----------------------------- | ---------------------------------------------- | ------------------------------- |
| Mamá Culepina                 | Ernesto L. Castro                              | Juan José Bertonasco            |
| Los silencios de Pedro Vargas | Ernesto L. Castro                              | Juan José Bertonasco            |
| Boda blanca                   | Tadeusz Rosewicz                               | Laura Yusem                     |
| Noches blancas                | Fiódor Dostoievsky                             | Hugo Urquijo                    |
| Sueño de una noche de verano  | William Shakespeare                            | Rodolfo Graziano                |
| Vincent y los cuervos         | Pacho O’Donell                                 | Víctor Mayol                    |
| Knepp                         | Jorge Goldenberg                               | Laura Yusem                     |
| Los compadritos               | Roberto Cossa                                  | Roberto Castro/Villanueva Cosse |
| El gran soñador               | Lía Jelín                                      | Lía Jelín                       |
| Cartas de amor                | A.R. Gurney                                    | Oscar Barney Finn               |
| ¡Oh, querido Tennessee!       | Fernando Masllorens/Federico González Del Pino | Oscar Barney Finn               |
| Los mosqueteros... del Rey    | Manuel González Gil                            | Manuel González Gil             |
| Los lobos                     | Luis Agustoni                                  | Luis Agustoni                   |
| La gaviota                    | Anton Chéjov                                   | Augusto Fernandes               |
| Closer                        | Patrick Marber                                 | Mike Gordon                     |
| El juego del bebé             | Edward Albee                                   | Roberto Villanueva              |
| Diccionario amoroso           | Víctor García Peralta/Jorge Marrale            | Víctor García Peralta           |
| Pequeños crímenes conyugales  | Eric Emmanuel Schmitt                          | Rubén Szuchmacher               |
| Baraka                        | Maria Goos                                     | Javier Daulte                   |
| Mineros                       | Lee Hall                                       | Javier Daulte                   |
| Los elegidos                  | Theresa Rebeck                                 | Daniel Veronese                 |
| El crédito                    | Jordi Galcerán                                 | Daniel Veronese                 |
| Nuestras mujeres              | Eric Assous                                    | Javier Daulte                   |
| El vestidor                   | Ronald Harwood                                 | Corina Fiorillo                 |
| Cuestión de género            | Jade-Rose Parker                               | Nelson Valente                  |

## Cine

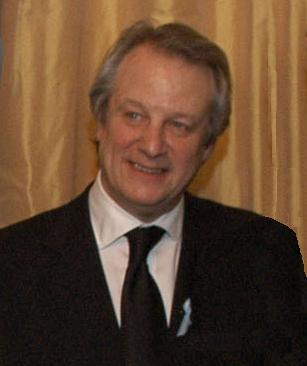
Jorge Marrale en 2007.

| Año  | Título                     |
| ---- | -------------------------- |
| 1979 | Contragolpe                |
| 1984 | Darse cuenta               |
| 1985 | Contar hasta diez          |
| 1985 | La cruz invertida          |
| 1988 | Sinfín                     |
| 1988 | Los amores de Kafka        |
| 1992 | El marido perfecto         |
| 1995 | Geisha                     |
| 1996 | El mundo contra mí         |
| 1997 | Cenizas del paraíso        |
| 1997 | Escrito en el agua         |
| 1998 | El faro                    |
| 1998 | Cómplices                  |
| 1999 | Ojos que no ven            |
| 2001 | Antigua vida mía           |
| 2003 | El día que me amen         |
| 2003 | El séptimo arcángel        |
| 2003 | Soy tu aventura            |
| 2003 | Los esclavos felices       |
| 2004 | Ay, Juancito               |
| 2006 | Las manos                  |
| 2007 | Infamia                    |
| 2007 | Quiéreme                   |
| 2008 | Cordero de Dios            |
| 2008 | Motivos para no enamorarse |
| 2010 | Cómplices del silencio     |
| 2013 | Bomba                      |
| 2015 | Tuya                       |
| 2016 | Maracaibo                  |
| 2017 | La valija de Benavídez     |
| 2017 | Te esperaré                |
| 2020 | Ámbar                      |
| 2022 | Yo, traidor                |
| 2022 | Axiomas                    |
| 2022 | El paraíso                 |
| 2023 | Empieza el baile           |

## Premios

### Premios Martín Fierro
| Año  | Categoría                             | Programa              | Resultado |
| ---- | ------------------------------------- | --------------------- | --------- |
| 1992 | Mejor actor de reparto                | Cosecharás tu siembra | Ganador   |
| 1993 | Mejor actor de reparto                | Amores                | Nominado  |
| 2000 | Mejor actor protagonista en drama     | Vulnerables           | Nominado  |
| 2001 | Mejor actor de unitario y/o miniserie | Vulnerables           | Nominado  |
| 2002 | Mejor actor protagonista de novela    | Los médicos de hoy 2  | Nominado  |
| 2003 | Mejor actor protagonista de novela    | Máximo corazón        | Nominado  |
| 2005 | Mejor actor protagonista de novela    | Jesús, el heredero    | Nominado  |
| 2006 | Mejor actor protagonista de novela    | Doble vida            | Nominado  |
| 2008 | Mejor actor protagonista de novela    | Vidas robadas         | Ganador   |
| 2010 | Mejor actor de unitario y/o miniserie | Acompañantes          | Nominado  |
| 2010 | Mejor actor de unitario y/o miniserie | Historias de diván    | Nominado  |

### Otros premios
| Año  | Premio                      | Categoría                                    |
| ---- | --------------------------- | -------------------------------------------- |
| 1988 | Premio Biarritz             | Mejor actor                                  |
| 1991 | Premio Konex                | Actor dramático en radio y televisión        |
| 1997 | Premio ACE                  | Mejor actor de comedia                       |
| 1999 | Premio Cóndor de Plata      | Mejor actor                                  |
| 2001 | Premio ACE                  | Mejor actor de comedia y/o comedia dramática |
| 2001 | Premios Clarín Espectáculos | Mejor actor en teatro                        |
| 2001 | Premio Konex                | Premio Konex de Platino Actor de Televisión  |
| 2006 | Premios Clarín Espectáculos | Mejor actor en cine                          |
| 2008 | Premio ACE                  | Premio ACE de Oro                            |
| 2008 | Premios Clarín Espectáculos | Mejor actor de drama en televisión           |
| 2009 | Premio Cóndor de Plata      | Mejor actor                                  |
| 2018 | Premio Cóndor de Plata      | Mejor actor                                  |